# Fuente de la Justicia
La Fuente de la Justicia es un hito histórico en la ciudad de Bacolod, Negros Occidental, en las Filipinas. Marca el lugar donde la casa de José Ruiz de Luzurriaga solía estar. Fue en esta casa que se produjo la rendición de Bacolod por las autoridades españolas a las fuerzas filipinas del general Aniceto Lacson que tuvo lugar el 6 de noviembre de 1898, durante la Revolución de Negros. Luzurriaga actuó como mediador entre las dos partes beligerantes. El Coronel Isidro de Castro, gobernador español de Negros, firmó el acta de entrega en nombre de las fuerzas españolas. El punto de referencia se encuentra ahora frente al antiguo Ayuntamiento de Bacolod.